# Rijksbeschermd gezicht Heerlen-Landgraaf - Leenhof-Schaesberg
Het rijksbeschermd gezicht Heerlen-Landgraaf - Leenhof-Schaesberg is een van rijkswege beschermd stads-/dorpsgezicht in Heerlen en Schaesberg in de Nederlandse provincie Limburg en bestaat uit een ensemble van mijnwerkerswoningen die door aanleg, architectuur, kleur- en materiaalgebruik een eenheid vormen. Het ensemble vormt een voor Nederland vrij zeldzaam voorbeeld van de op 19e-eeuwse tradities gebaseerde arbeiderswoningbouw door industriële bedrijven.

## Beschrijving gebied
Het stadsgezicht Heerlen-Landgraaf - Leenhof-Schaesberg is gelegen in het oosten van de gemeente Heerlen en het westen van de gemeente Landgraaf. De woningen aan de Leenhofstraat in Heerlen zijn een deel van de in 1905-06 door de Oranje-Nassaumijnen gebouwde mijnwerkerskolonie (klemtoon op de laatste lettergreep) Leenhof I, en was bedoeld als huisvesting van mijnwerkers van de vlakbijgelegen mijn Oranje-Nassau II. Het ontwerp is sterk beïnvloed door de Duitse stedenbouw en het buurtje lijkt sterk op arbeiderswijken in Essen. De rechthoekige blokken van telkens vier rug-aan-rug-woningen zijn gelegen te midden van afzonderlijke, omheinde erven. De geelgesausde, gepleisterde blokken met rode pannendaken maken een frisse indruk. De wijk werd in 1909 langs de Schaesbergerweg uitgebreid met Leenhof II, waar een aantal woningen worden gekenmerkt door gekleurde dakpannenpatronen.
De mijnkoloniën Leenhof III en IV in Schaesberg werden grotendeels tussen 1913 en 1918 gerealiseerd, eveneens in opdracht van de mijnbouwonderneming Oranje-Nassau. De wijk werd in Lotharingse stijl gerealiseerd. Deze stijl kenmerkt zich door het gebruik van gemetselde vlakken omlijst door brede, gepleisterde lisenen met kanteelachtige randen - of het omgekeerde: gepleisterde vlakken en gemetselde banden. Deze kenmerken komen in iets andere vorm ook voor in woningbouwprojecten in andere West-Europese mijn- en industriegebieden.
Fraaie ensembles bevinden zich met name aan het Plein en de daaromheen lopende Ceintuurstraat; verder in de Leenstraat, de Noord-Ooststraat en de Achterstraat, met afwisselend gepleisterde blokken van twee woningen onder met pannen gedekte mansardedaken, met plinten, hoekpilasters en decoratieve details in schoon metselwerk, en blokken van twee woningen in schoon metselwerk met gepleisterde plinten, pilasters en andere details.

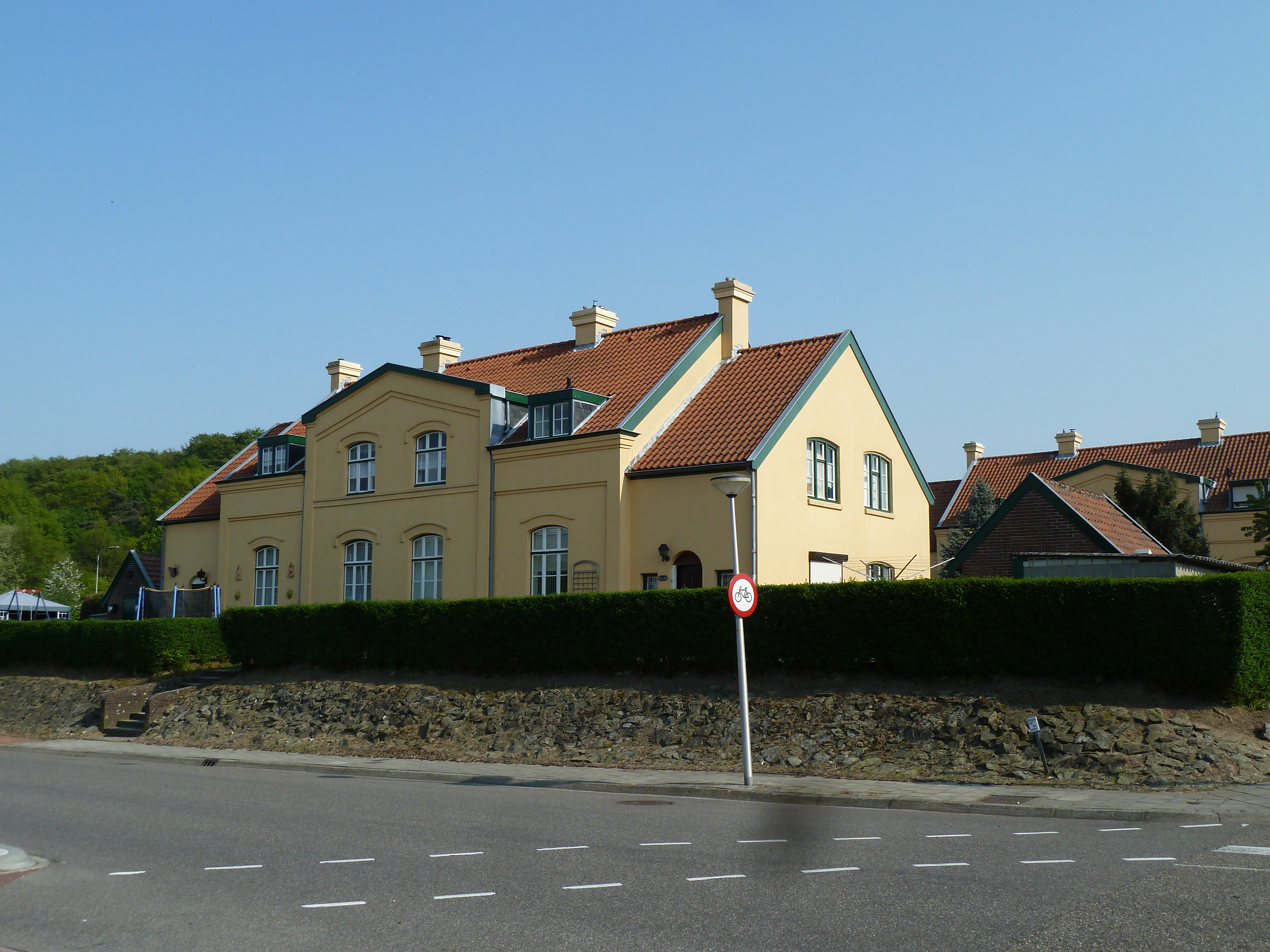
Leenhofstraat, Heerlen
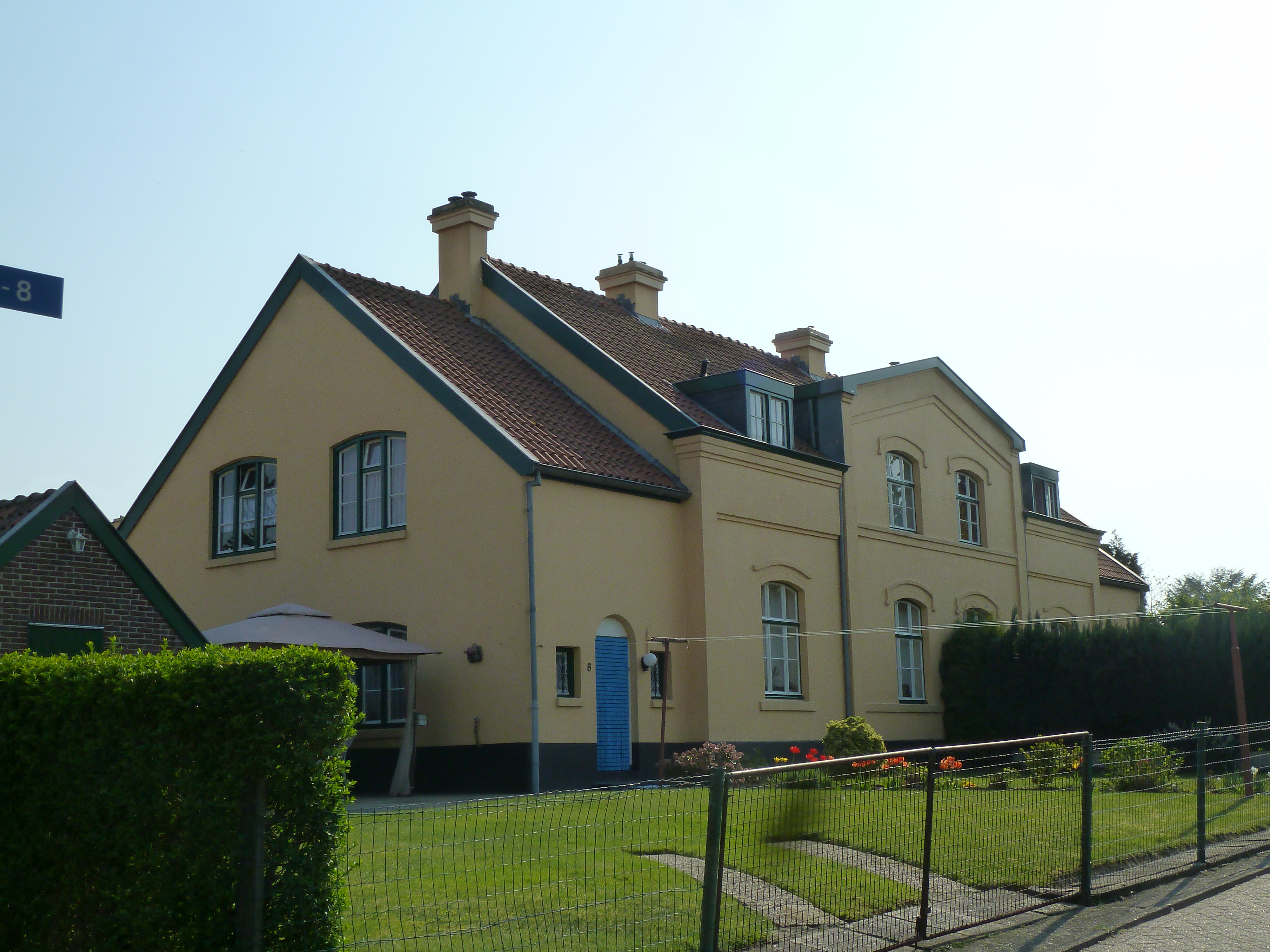
Leenhofstraat, Heerlen
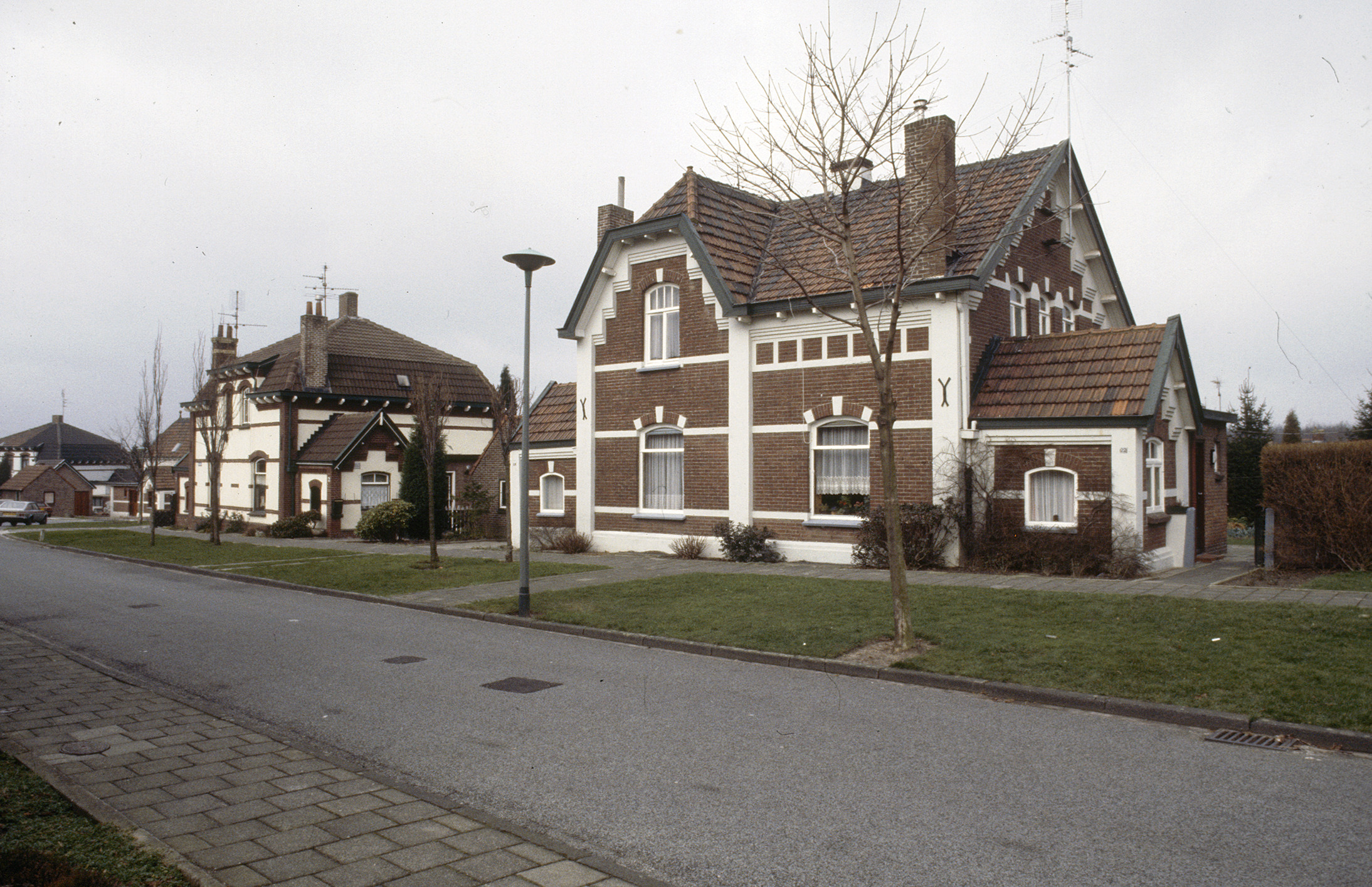
Leenhof, Schaesberg
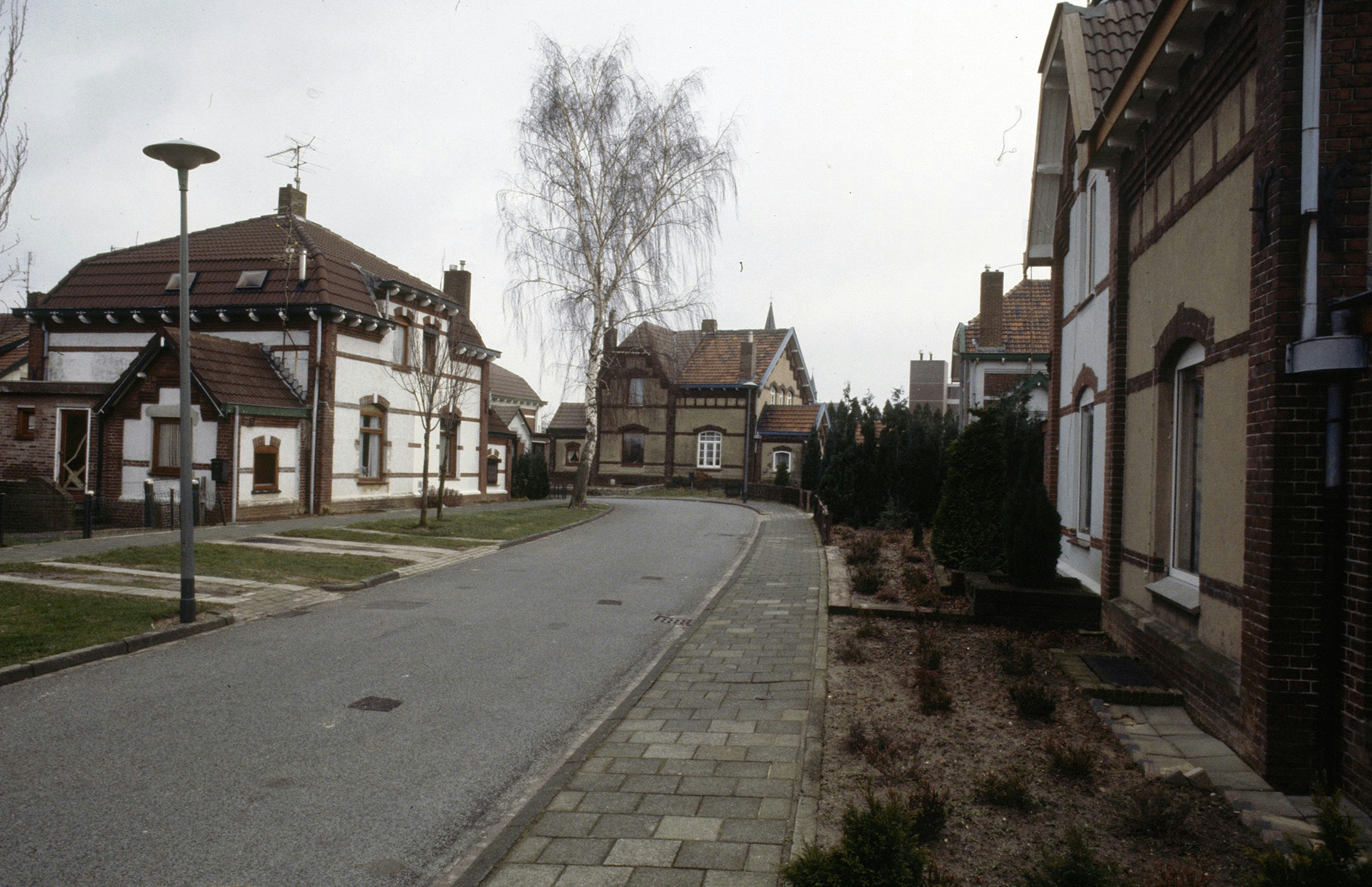
Achterstraat, Schaesberg

Binnen het rijksbeschermd gezicht bevinden zich ook de Onze-Lieve-Vrouw-van-de-berg-Karmelkerk, de Leenderkapel in het Kapellerbos op de Leenderberg en de Hoeve de Leenhof.

## Aanwijzing tot rijksbeschermd gezicht
De procedure voor aanwijzing werd gestart op 23 maart 2004. Het gebied werd op 21 februari 2007 definitief aangewezen. Het beschermd gezicht beslaat een oppervlakte van 36,9 hectare.
Panden die binnen een beschermd gezicht vallen krijgen niet automatisch de status van beschermd monument. Wel zal de gemeente het bestemmingsplan aanpassen om nieuwe ontwikkelingen in het gebied te reguleren. De gezichtsbescherming richt zich op de stedenbouwkundige en cultuurhistorische waardering van een gebied en wil het toekomstig functioneren daarvan veiligstellen.
Naast het Rijksbeschermd gezicht Heerlen-Landgraaf - Leenhof-Schaesberg telt de gemeente Heerlen nog vijf andere beschermde stads- en dorpsgezichten; de gemeente Landgraaf nog twee.